# Stoffel van Viegen
Stoffel van Viegen (* 3. Februar 1916 in Utrecht; † 12. September 1988) war ein niederländischer Organist und Musikpädagoge. Von 1937 bis 1986 war er Domorganist am Dom zu Utrecht.

## Leben
Van Viegen war seit seinem zwölften Lebensjahr Kirchenorganist. Seinen ersten Musikunterricht erhielt er bei Karl Hamm in Venlo. Nach seiner Rückkehr nach Utrecht setzte er seine Studien bei Willem Petri, später bei Sem Dresden, Hendrik Andriessen und Adriaan Engelsfort. 1936 wurde er Organist an der niederländisch-reformierten Wilhelminakirche und 1937 an der Julianakirche in Utrecht. 1937 bewarb er sich – erst 21 Jahre alt – mit Erfolg als Organist am Utrechter Dom und setzte sich damit gegen renommierte Mitbewerber wie Feike Asma, Cornelis J. Bute, Mees van Huis oder Piet van Egmond durch. Nach fast 50-jähriger Tätigkeit trat er 1986 in den Ruhestand und gab am 27. Dezember 1986 sein Abschiedskonzert.
Im Laufe seiner Karriere spielte Stoffel van Viegen auf der Utrechter Domorgel mehrere Schallplatten ein. Außerdem gab regelmäßig Konzerte für die Rundfunkanstalt NCRV. Seit den 1940er Jahren war er Hauptlehrer am Konservatorium in Utrecht. Zu seinen Schülern gehörten Charles de Wolff, Herman van Vliet, Willem Hendrik Zwart, Jacques van den Dool und Gert Muts.

## Weblink
- In memoriam Stoffel van Viegen auf digibron.nl